# هوکست (نیوهمپشایر)
هوکست (به انگلیسی: Hooksett) شهری در ایالت نیوهمپشایر کشور ایالات متحده آمریکا است که جمعیت آن در سرشماری سال ۲۰۱۰ میلادی، ۴٬۱۴۷ نفر بوده‌است.